# Tullio Sorrentino
Tullio Sorrentino (Napoli, 23 aprile 1965) è un attore e regista italiano.

## Biografia
Si diploma all'Accademia nazionale d'arte drammatica Silvio D'Amico nel 1988. Lavora agli inizi soprattutto in teatro, collaborando con vari teatri stabili italiani (Teatro di Roma, Stabile di Palermo, Stabile dell'Umbria) con registi quali Massimo Castri, Luca Ronconi, Roberto Guicciardini, Mario Missiroli, Ennio Coltorti ed Andrea Camilleri. Successivamente si dedica prevalentemente alla televisione ed al cinema pur rimanendo disponibile per produzioni teatrali. In televisione appare in varie serie, fra cui Distretto di Polizia, Squadra antimafia - Palermo oggi, L’onore e il rispetto, Rocco Schiavone e Il commissario Montalbano
Ha realizzato vari cortometraggi come regista e sceneggiatore e spettacoli teatrali come attore ed autore. Ha vinto, nel 2000, il premio come migliore attore protagonista al festival del cortometraggio di Ceprano con il corto Gruppo di famiglia in un interno di Antonio Manzini e il premio come miglior attore non protagonista nel 2009 al Wirral International Film Festival di Liverpool con il corto Il principiante di Renato Chiocca. Nel 1999, con lo spettacolo teatrale Trilogia dello sport, scritto ed interpretato con Thomas Trabacchi, ha vinto il premio della critica e del pubblico nella Rassegna Ennio Coltorti a Roma. Nel 2022 con il cortometraggio “ Giustizia all’italiana- Actus Reus “ di Julian Grass vince il premio miglior attore al Parma Film Festival. Sempre nel 2022 con il cortometraggio “ La Congiura “ scritto e diretto da sé stesso vince il premio miglior regia al Sila Film Festival, nello stesso anno in occasione della III edizione del “Premio alle Arti" gli viene conferito un premio alla carriera. 

## Vita privata
Ha tre figli: Sonia, Samuel, Elettra  

## Filmografia

### Cinema
- Nulla ci può fermare, regia di Antonello Grimaldi (1990)
- Scene di Bohème, regia di Romeo Costantini (1990)
- Rossini! Rossini!, regia di Mario Monicelli (1991)
- Vrindavan Film Studios, regia di Lamberto Lambertini (1995)
- Il cielo è sempre più blu, regia di Antonello Grimaldi (1996)
- Intolerance, regia di Antonio Manzini (1996)
- Il prezzo, regia di Rolando Stefanelli (1999)
- Alex l'ariete, regia di Damiano Damiani (2000)
- The Bookmaker, regia di Dario Migliardi (2000)
- Velocità massima, regia di Daniele Vicari (2002)
- Il principiante, regia di Renato Chiocca (2004)
- Io che amo solo te, regia di Gianfranco Pannone (2004)
- Bye Bye Berlusconi!, regia di Jan Henrik Stahlberg (2005)
- ...e dopo cadde la neve, regia di Donatella Baglivo (2005)
- Ho voglia di te, regia di Luis Prieto (2007)
- La sombra del sol, regia di David Blanco (2011)
- Ma tu di che segno 6?, regia di Neri Parenti(2014)
- Cristian e Palletta contro tutti, con regia di Antonio Manzini (2016)
- La svolta, regia di Riccardo Antonaroli (2021)
- Ghiaccio, regia di Alessio De Leonardis e Fabrizio Moro (2022)

### Televisione
- Marco e Laura dieci anni fa, regia di Carlo Tuzii – film TV (1988)
- Valentina – serie TV (1989)
- Requiem per pianoforte e orchestra, regia di Tomaso Sherman – miniserie TV (1992)
- Quelli della speciale – serie TV (1992)
- Assunta Spina, regia di Sandro Bolchi – miniserie TV (1992)
- Ama il tuo nemico, regia di Damiano Damiani – miniserie TV (1999)
- Il commissario Montalbano – serie TV, episodi 2x01-7x02 (2000-2007)
- Il furto del tesoro, regia di Alberto Sironi – miniserie TV (2000)
- Un posto al sole – serial TV (2001)
- Casa famiglia – serie TV (2001)
- Le ragioni del cuore, regia di Luca Manfredi, Anna Di Francisca e Alberto Simone – miniserie TV (2002)
- La squadra – serie TV (2002)
- La notte di Pasquino, regia di Luigi Magni  – film TV (2003)
- Salvo D'Acquisto, regia di Alberto Sironi – miniserie TV (2003)
- La fuga degli innocenti, regia di Leone Pompucci  – miniserie TV (2004)
- Distretto di Polizia 5, regia Lucio Gaudino – serie TV, episodio 5x08 (2005)
- Lucia, regia di Pasquale Pozzessere – film TV (2005)
- Matilde, regia di Luca Mandredi – film TV (2005)
- Distretto di Polizia 6, regia di Antonello Grimaldi - serie TV, episodio 6x08 (2006)
- R.I.S. - Delitti imperfetti – serie TV, episodio 3x02 (2007)
- Distretto di Polizia 7, regia di Alessandro Capone – serie TV, episodio 7x07 (2007)
- Maria Montessori - Una vita per i bambini, regia di Gianluca Maria Tavarelli – miniserie TV (2007)
- L'avvocato Guerrieri - Testimone inconsapevole, regia di Alberto Sironi (2007)
- Ho sposato uno sbirro – serie TV (2008)
- Pinocchio, regia di Alberto Sironi – miniserie TV (2007)
- Crimini bianchi – serie TV (2008)
- Distretto di Polizia 10, regia di Alberto Ferrari – serie TV (2010)
- Squadra antimafia - Palermo oggi – serie TV, episodi 2x05-2x06-2x08 (2010)
- L'amore proibito, regia di Anna Negri – film TV (2011)
- Eroi per caso, regia di Alberto Sironi – miniserie TV (2011)
- R.I.S. Roma - Delitti imperfetti – serie TV, episodio 3x06  (2012)
- Rocco Schiavone – serie TV, 21 episodi (2016-in corso)
- Dov'è Mario? – serie TV, episodi 1x01-1x02 (2016)
- L'onore e il rispetto – serie TV, 3 episodi (2017)
- Maltese - Il romanzo del Commissario, regia di Gianluca Maria Tavarelli – miniserie TV, 2 puntate (2017)
- Il miracolo – serie TV, 3 episodi (2018)

## Teatro
- La morte innamorata, di Fabio Glisenti, regia di Luca Ronconi (1987)
- Amor nello specchio, di Giovan Battista Andreini, regia di Luca Ronconi (1987)
- Il trucco e l'anima, regia di Andrea Camilleri (1988)
- Orfeo, regia di E. Di Maio (1988)
- Perelà, uomo di fumo, di Aldo Palazzeschi, regia di Roberto Guicciardini (1988)
- Schegge, regia di Andrea Camilleri (1989)
- Porcile, di Pier Paolo Pasolini, regia di Roberto Guicciardini (1989)
- Emigranti, regia di Andrea Camilleri (1990)
- Ifigenia in Tauride, di Euripide, regia di Massimo Castri (1990)
- Sonata di fantasmi, di August Strindberg, regia di Roberto Guicciardini (1991)
- Nostra Dea, di Massimo Bontempelli, regia di Mario Missiroli (1992)
- The knack, regia di Andrea Camilleri (1993)
- Pinocchio, di Carlo Collodi, regia di Roberto Guicciardini (1993)
- Guardiani di porci, di Mauro Marsili e Claudio Corbucci, regia di Claudio Corbucci (1993)
- La trilogia della villeggiatura, di Carlo Goldoni, regia di Massimo Castri (1995-1996-1997)
- Trilogia dello sport, di Tullio Sorrentino e Thomas Trabacchi, regia di Ennio Coltorti (1999)
- La duchessa di Amalfi, di John Webster, regia di Nuccio Siano (2001)
- L'incompiuta, di Giorgio Prosperi, regia di Giorgio Serafini Prosperi (2002)
- La polizia, di Sławomir Mrożek, regia di Giorgio Serafini Prosperi (2007)
- In bilico, di Antonio Manzini, regia di Alfonso Liguori (2011)
- Salgari - Corso Casale 205, regia di Clemente Pernarella (2012)
- Quel pomeriggio di un giorno da... star!, di Gianni Clementi, regia di Ennio Coltorti (2016)
- Processo per stupro, adattamento e regia di Renato Chiocca (2018)
- Lo gran diluvio, regia di Antonio Manzini (2023)